# Muisvogels
Muisvogels (Coliidae) zijn een familie van vogels. Er zijn zes soorten, waarvan er vier behoren tot het geslacht Colius en twee tot het geslacht Urocolius.

## Beschrijving
Deze in groepen levende vogels kunnen als muizen over de takken klauteren, vandaar de naam. Hun voedsel bestaat voornamelijk uit knoppen, bladen en vruchten. Dankzij hun draaibare tenen kunnen ze aan takken hangen met hun kop ter hoogte van de poten. Zelfs ondersteboven zitten kost ze geen moeite.

## Fossielen
Muisvogels hadden in het verleden een ruimere verspreiding dan nu. De oudste fossielen zijn bekend uit het midden-Eoceen van Europa. Andere fossielen komen voor in het Oligoceen. Moderne muisvogels verschijnen pas in het midden-Mioceen.

## Taxonomie
- Geslacht Colius
  - Colius castanotus (Roodstuitmuisvogel)
  - Colius colius (Witstuitmuisvogel)
  - Colius leucocephalus (Witkopmuisvogel)
  - Colius striatus (Bruine muisvogel)
- Geslacht Urocolius
  - Urocolius indicus (Roodwangmuisvogel)
  - Urocolius macrourus (Blauwnekmuisvogel)
- Geslacht  † Masillacolius
- Geslacht  † Oligocolius  Mayr, 2000
  -  † Oligocolius brevitarsus  Mayr, 2000
- Geslacht  † Primocolius
  -  † Primocolius minor
  -  † Primocolius sigei
- Geslacht  † Selmes Peters, 1999
  -  † Selmes absurdipes Peters, 1999